# American Poolplayers Association
Die American Poolplayers Association (APA) wurde 1979 als National Pool League (NPL) von den Billardprofis Terry Bell und Larry Hubbart gegründet, bevor sie 1981 ihren heutigen Namen erhielt. Die APA betreibt ein Franchise-System für lokale Amateurligen im Poolbillard, dazu gehören sowohl 8-Ball als auch 9-Ball mit einem durch die APA vereinheitlichten Regelwerk.

## Organisation
Die APA veranstaltet regionale Turniere, deren Gewinner sich für den jährlichen internationalen APA Wettbewerb qualifizieren, der in Las Vegas stattfindet. Die Organisation behauptet von sich, die weltweit größte Pool-Liga zu sein und bezieht sich dabei auf eine Mitgliederliste mit ungefähr 265.000 Spielern.
Die normalen APA Team-Matches bestehen aus 5er Sprints Eins-gegen-Eins, genauso wie die Matches in der USA Pool League und sehr anders als das Runden-Robin-Format der BCA Pool League und der VNEA. Die APA Organisatoren bei den lokalen Wettbewerben veranstalten häufig sogenannte Nicht-Team-Wettbewerbe, Scotch Doubles und andere Formate. Die jährliche Meisterschaft enthält sowohl Individual- als auch Team-Matches.
Die APA benutzt ein Handicap-System, genannt „the Equalizer“, das es Spielern aller Fähigkeiten erlaubt, auf gleicher Basis gegeneinander zu spielen.

## 9-Ball Equalizer
Im APA 9-Ball messen sich zwei Spieler, bis einer den definierten Punktestand abhängig von seinem Skill-Level (Fähigkeiten-Level) erreicht. Im Scoring wird je ein Punkt für das Lochen der Bälle 1 bis 8 und zwei Punkte für den Ball 9 gezählt. Wenn zum Beispiel Spieler A am Zug ist und zwei Bälle locht (Ball 9 ist nicht dabei), bekommt er dafür 2 Punkte. Wenn der Spieler den Tisch abräumt (alle Bälle in einem Durchgang locht), bekommt er 10 Punkte – das Maximum – da er pro Ball von 1 bis 8 je einen Punkt, plus zwei Punkte für Ball 9 erhält.
Das Spiel endet, sobald ein Spieler die benötigten Punkte für sein Skill-Level erreicht hat. Die untere Tabelle listet die Anzahl der Bälle für einen Spieler jedes Skill-Levels um das Spiel zu gewinnen.
| Skill-Level | Benötigte Punkte zum Sieg |
| ----------- | ------------------------- |
| 1           | 14                        |
| 2           | 19                        |
| 3           | 25                        |
| 4           | 31                        |
| 5           | 38                        |
| 6           | 46                        |
| 7           | 55                        |
| 8           | 65                        |
| 9           | 75                        |

Das niedrigste Fähigkeiten-Level bei der APA ist Level 1, das höchste Level 9.
Aus der obigen Tabelle ist ersichtlich, dass wenn Spieler A als Level 2 beurteilt wurde und gegen Spieler B antritt, der auf Level 6 spielt, Spieler A gewinnen würde, sobald er 19 Punkte hat, bevor Spieler B 46 Punkte hat. Im Umkehrschluss bräuchte also Spieler B zum Gewinnen 46 Punkte, bevor Spieler A 19 Punkte erreicht hat.
Da APA 9-Ball auf Punkten und nicht auf gewonnenen Spielen basiert (z. B. ist bei der BCA League derjenige Spieler der Gewinner, das Ball 9 gelocht hat), kann ein Spiel schon enden, bevor alle Bälle gelocht wurden. Bleiben wir bei unserem Beispiel mit Spieler A auf Level 2 gegen Spieler B auf Level 6: Wenn Spieler B gerade 44 zu 16 führt und der Tisch neu aufgesetzt wird, bräuchte Spieler A 3 Punkte, um zu gewinnen, oder Spieler B 2 Punkte. Das Spiel endet, sobald einer der Spieler die benötigte Punktzahl erreicht hat, egal wie viele Bälle dann noch auf dem Tisch liegen.

## 8-Ball Equalizer
Im APA 8-Ball wird so lange gespielt, bis einer der Spieler seine benötigte Anzahl an Siegen (nicht an Punkten) entsprechend seinem Skill-Level erreicht hat. In der folgenden Tabelle ist die Anzahl der benötigten Siege anhand des eigenen Skill-Levels und des Skill-Levels des Gegenspielers ersichtlich.
| Skill | 2   | 3   | 4   | 5   | 6   | 7   |
| ----- | --- | --- | --- | --- | --- | --- |
| 2     | 2/2 | 2/3 | 2/4 | 2/5 | 2/6 | 2/7 |
| 3     | 3/2 | 2/2 | 2/3 | 2/4 | 2/5 | 2/6 |
| 4     | 4/2 | 3/2 | 3/3 | 3/4 | 3/5 | 2/5 |
| 5     | 5/2 | 4/2 | 4/3 | 4/4 | 4/5 | 3/5 |
| 6     | 6/2 | 5/2 | 5/3 | 5/4 | 5/5 | 4/5 |
| 7     | 7/2 | 6/2 | 5/2 | 5/3 | 5/4 | 5/5 |

Das niedrigste Skill-Level im APA 8-Ball liegt bei 2 während das höchste bei 7 liegt.
Als Beispiel zum Verständnis der Tabelle gehen wir davon aus, dass Spieler A ein Skill-Level von 2 hat und gegen Spieler B mit Skill-Level 6 spielt: Zuerst wird in der linken Spalte das Level 2 ausgewählt und in der entsprechenden Reihe dann bis zum Skill-Level 6 herübergschaut. Dort steht 2–6, was bedeutet, dass das Spiel endet wenn entweder Spieler A 2 Spiele gewinnt oder Spieler B 6 Spiele.

## Partnerschaften
Die APA hat zwei internationale Partnerschaften: Die Canadian Poolplayers Association (CPA) und die Japanese Poolplayers Association (JPA). Mitglieder beider nicht-amerikanischen Verbände können Plätze für die jährliche APA-Meisterschaft gewinnen.
Die APA ist außerdem ein Großsponsor der Women’s Professional Billiard Association Tour, der am häufigsten im Fernsehen gezeigte Pool-Wettbewerb Nord-Amerikas und dadurch ein wichtiger Platz für APA-Werbung.

## Sonstiges
Im Oktober 2010 wurden Bell und Hubbart in die Hall of Fame des Billiard Congress of America aufgenommen.